# Línguas indo-iranianas
As línguas indo-iranianas constituem, dentre os ramos linguísticos indo-europeus, aquele que se estende, geograficamente, mais a oriente. São chamadas também de línguas arianas, ou árico. Inclui os subgrupos das línguas indo-arianas e das iranianas . Os falantes da língua proto-indo-iraniana, os hipotéticos proto-indo-iranianos, estão geralmente associados à cultura de Sintashta-Petrovka, na Ásia Central, que se desenvolveu durante o terceiro milénio a.C.. Crê-se que a sua expansão esteja associada à invenção da carruagem.
Atualmente são faladas no Sul da Ásia e no subcontinente indiano. São cerca de trezentas línguas divididas em quatro grupos:
1. Línguas dárdicas
2. Línguas indo-arianas
  - Hindustâni
  - Assamês
  - Cingalês
  - Guzerate
  - Nepalês
  - Sânscrito
3. Línguas iranianas
  - Osseto
  - Curdo
  - Persa
  - Tadjique
4. Línguas nuristânis (faladas na província do Nuristão, Afeganistão)
  - Askunu (ashkun)
  - Kamkata-viri (kata-vari, kamviri e mumviri)
  - Vasi-vari (prasuni)
  - Tregami (gambiri)
  - Kalasha-ala (waigali)
  - Hasklapo-emisq (hask)